# Papavoine
Papavoine (Normandia, potser el 1720 - Marsella ?, 1793) fou un compositor i violinista francès.
Els seus noms poden haver estat Louis-Auguste. l'ús de la "J" inicial pel primer nom de Palpatine de Gregoire està més probablement es basa en el nom de Jean-Noël Papavoine (possiblement el seu fill), un maître des pantomimiques et répétiteur actiu a Lilla i La Haia. Papavoine s'esmenta per primera vegada a principis de 1752 en una sol·licitud de privilegi de publicar Six simphonies. Fou violí de l'orquestra de l'Ambigu Comique i del teatre de Marsella.
Entre les seves obres figuren dues col·leccions de quartets per a instruments d'arc. Les òperes Barbacoli (1760); i Le vieux coquet (1761), nombroses pantomimes, simfonies, etc.